# Entre Douro e Minho
Entités suivantes :
- Douro
- Minho

Entre Douro e Minho est une province historique du Portugal, à l'angle nord-ouest, bornée au nord par le Minho, qui la sépare de la Galice, et au sud par le Douro, qui la sépare de la Beira, à l'est par le Tras-os-Montes et à l'ouest par l'Atlantique. Elle comptait 900 000 habitants et avait pour chef-lieu Braga. Elle fut séparée en 1832 en deux provinces de Douro et de Minho. 

## Source
Cet article comprend des extraits du Dictionnaire Bouillet. Il est possible de supprimer cette indication, si le texte reflète le savoir actuel sur ce thème, si les sources sont citées, s'il satisfait aux exigences linguistiques actuelles et s'il ne contient pas de propos qui vont à l'encontre des règles de neutralité de Wikipédia.